# Войска прикрытия
Войска́ прикры́тия:
1. в отечественном военном деле — объединения и соединения приграничных военных округов, развёрнутые вблизи государственной границы (госграница) для отражения внезапного вторжения противника и обеспечения выгодных условий для развёртывания и ведения военных действий 1-го стратегического эшелона. Войска прикрытия свои боевые задачи обычно выполняют до подхода главных сил;[1]
2. в Сухопутных войсках США войсками прикрытия называются также части и соединения, выделяемые для прикрытия главных сил на марше, для действий в полосе обеспечения и при выходе из боя[1].